# Varciella fusca
Varciella fusca är en insektsart som beskrevs av Melichar 1923. Varciella fusca ingår i släktet Varciella och familjen Nogodinidae. Inga underarter finns listade i Catalogue of Life.